# Mobilizzazione passiva
Per mobilizzazione passiva si intende la mobilizzazione di una o più articolazioni senza il reclutamento attivo del muscolo.
Il fisioterapista, applicando le proprie competenze e conoscenze anatomiche e fisiologiche, può praticarla manualmente oppure eseguirla tramite macchinari terapeutici in maniera automatizzata.
I principali effetti che la mobilizzazione passiva produce sono quello di stimolare le cellule perisinoviali che secernono la sinovia, rilasciare parzialmente i muscoli, elasticizzare alcuni tessuti soprattutto di tipo connettivo (le cicatrici, i tendini) e migliorare l'irrorazione della cartilagine da parte del liquido sinoviale.
Con la mobilizzazione passiva il professionista ricerca a livello palliativo di dare sollievo dal dolore e a livello funzionale di raggiungere un ROM (range of motion; arco di movimento) adeguato all'obiettivo funzionale prefissato.  

## Mobilizzazione funzionale
La giuntura viene mobilizzata secondo i movimenti funzionali possibili attivamente (ad esempio nella mano: flessione-estensione adduzione-abduzione) alla ricerca di restaurare una funzionalità che è stata persa totalmente o parzialmente.

## Mobilizzazione accessoria
La giuntura viene mobilizzata secondo i movimenti accessori, ovvero quei movimenti che l'articolazione può compiere anatomicamente ma che non è possibile fare attivamente (ad esempio nella mano:  spostamento postero-anteriore e antero-posteriore del carpo).